# Bifrenaria verboonenii
Bifrenaria verboonenii är en orkidéart som beskrevs av Gustavo Adolfo Romero och Vitorino Paiva Castro. Bifrenaria verboonenii ingår i släktet Bifrenaria och familjen orkidéer. Inga underarter finns listade i Catalogue of Life.